# Католички школски центар „Блажени Иван Мерц” Бања Лука
Католички школски центар „Блажени Иван Мерц” Бања Лука, други назив Опћа гимназија Католичког школског центра у Бањој Луци, је приватна средња школа у Бањој Луци и једна од гимназија у Босни и Херцеговини које се налазе у систему „Католичких школских центара – Школа за Европу”. Налази се у улици Српска 30.

## Историјат
Школску зграду Католичког школског центра „Блажени Иван Мерц” у Бањој Луци је изградила вјерска заједница Сестре Милосрднице током 1910. и 1911. године, која је радила до 1945. На кориштење су 2004. године добиле своју зграду у којој је 2005. отворена школа на садашњем мјесту, након комплетне обнове зграде. Новооснована Општа Гимназија је покренута 12. септембра исте године и бројала је тринаест ученика. Бискуп Фрањо Комарица је на великој свечаности благословио школу 26. октобра када је добила данашње име по Ивану Мерцу, бањалучанину. Новоизграђену спортску дворану је отворио 23. октобра 2010. Током 2019—2020. године школу су похађала два госта ученика из Америке, а 2022—2023. је уписано двеста ученика распоређених у осам одјељења. Данас садрже редовну, додатну, допунску и факултативну наставу. Допунска настава је заступљена из предмета хрватски језик и књижевност, енглески, њемачки и латински језик, математика, физика, хемија и биологија. Факултативна настава њемачког језика је организована за све разреде и ученици након успјешно положеног испита добијају DSD њемачку језичну диплому коју додјељује Конфедерација Министарства просвјете савезних покрајина Њемачке. Ученицима је на располагању и шеснаест различитих секција:
| Назив               | Садржај                                                                                              |
| ------------------- | --- |
| Научне секције      | биолошка, информатичка и научно–истраживачка                                                         |
| Умјетничке секције  | After Hour, Dies Iuventutes, драмска, музичка и литерарно–рецитаторска                               |
| Стваралачке секције | дебатна, фотографска, креативна, новинарска, педагошко–психолошка секција, вјеронаучна и волонтерска |
| Спортске секције    | кошаркашка, одбојкашка и шаховска                                                                    |
| Остале активности   | Црвени крст                                                                                          |

## Клуб пријатеља
Оснивачка скупштина Клуба пријатеља при Католичком школском центру у Бањој Луци је одржана 4. маја 2012. Скупштини су присуствовали помоћни бискуп бањолучки монс. др Марко Семрен, многи пријатељи и доброчинитељи Католичког школског центра „Блажени Иван Мерц”, родитељи и бивши ученици. Основан је са циљем веће ангажованости чланова у животу школе. Члан Клуба пријатеља могу бити дјелатници Католичког школског центра „Блажени Иван Мерц” и симпатизери, сви ученици након матуре, њихови родитељи и родбина, као и свака физичка и правна особа која то жели.